# Saison 6 de Dallas
Chronologie
Saison 5 Saison 7
Cet article présente les 28 épisodes de la sixième saison de la série télévisée américaine Dallas.

## Distribution

### Acteurs principaux
- Barbara Bel Geddes : Ellie Ewing
- Patrick Duffy : Bobby Ewing
- Linda Gray : Sue Ellen Ewing
- Larry Hagman : J. R. Ewing
- Susan Howard : Donna Culver
- Steve Kanaly : Ray Krebbs
- Ken Kercheval : Cliff Barnes
- Victoria Principal : Pamela Barnes Ewing
- Charlene Tilton : Lucy Ewing

### Acteurs récurrents
- Priscilla Pointer : Rebecca Barnes Wentworth (jusqu'à l'épisode 18)
- Howard Keel : Clayton Farlow
- Audrey Landers : Afton Cooper
- Kate Reid : Tante Lily Trotter (à partir de l'épisode 3)
- Timothy Patrick Murphy : Mickey Trotter (à partir de l'épisode 4)
- Ben Piazza : Walt Driscoll (à partir de l'épisode 6)
- John Beck : Mark Graison (à partir de l'épisode 14)
- Deborah Rennard : Sly Lovegren
- Morgan Brittany : Katherine Wentworth
- Fern Fitzgerald (en) : Marilee Stone
- Don Starr (en) : Jordan Lee
- Lois Chiles : Holly Harwood
- Alice Hirson (en) : Mavis Anderson (à partir de l'épisode 2)
- Tom Fuccello (en) : Dave Culver
- Morgan Woodward: Marvin « Punk » Anderson
- George O. Petrie (en) : Harv Smithfield
- William Smithers : Jeremy Wendell
- James Brown : Dét. Harry McSween

## Fiche technique

### Réalisateurs
- Leonard Katzman (7 épisodes)
- Larry Hagman (3 épisodes)
- Michael Preece (en) (6 épisodes)
- Patrick Duffy (3 épisodes)
- David Paulsen (en) (1 épisode)
- Bill Duke (2 épisodes)
- Larry Elikann (1 épisode)
- Ernest Pintoff (1 épisode)
- Robert C. Thompson (1 épisode)
- Nicholas Sgarro (1 épisode)
- Gunnar Hellström (1 épisode)
- Nick Havinga (1 épisode)

### Scénaristes
- Arthur Bernard Lewis (en) (6 épisodes)
- Leonard Katzman (4 épisodes)
- David Paulsen (en) (6 épisodes)
- Howard Lakin (4 épisodes)
- Frank Furino (1 épisodes)
- Linda Elstad (1 épisodes)
- Will Lorin (5 épisodes)
- Robert Sherman (1 épisode)

## Épisodes

### Épisode 1:Le Changement
- États-Unis : 8 octobre 1982 sur CBS

- À un moment du dialogue, Miss Ellie confirme que le début de cet épisode se situe dans l'après-midi même de l'hospitalisation de Cliff.
- Étrangement, Sue Ellen ressort de sa visite à l'hôpital avec une chevelure nettement plus courte qu'en y entrant dans le volet précédent. À l'inverse, Bobby a vu la sienne gagner notablement en volume en l'espace de quelques heures.
- Plus bizarre encore, les bureaux Ewing ont été complètement réaménagés en tout au plus 48 heures. Vus de la fenêtre du bureau de Bobby, des gratte-ciel, jusque là absents, semblent en outre avoir poussé en un temps record.
- Lois Chiles dans le rôle de Holly Harwood intervient ici pour la première fois.
- Pour toute réplique, Ken Kercheval prononce deux fois le nom de Sue Ellen.

### Épisode 2:Tiens, quelle bonne surprise!
- États-Unis : 16 octobre 1982 sur CBS

- Paul Carr : Ted Prince
- Charles Napier : Carl Daggett
- Robin Strand : John Baxter

- Le titre original Where There's a Will... (littéralement : "Où il y a un testament/une volonté...") est le début du célèbre proverbe dont il détourne le sens original : "Where there's a will, there's a way" (littéralement : "Où il y a volonté, il y a moyen" et dont l'équivalent français est : "Quand on veut, on peut").
- À un moment du dialogue original, J.R. fait par ailleurs un calembour en inversant la formule : "Where there's a way, there's will" (littéralement : "Où il y a moyen, il y a un testament") dont la VF a préféré ne pas tenir compte.
- C'est la première fois qu'il est fait mention de la tante de Ray, Lily Totter.
- On aperçoit ici le premier modèle de téléphone sans fil de la série.

### Épisode 3:Problème d'argent
- États-Unis : 15 octobre 1982 sur CBS

- C'est la première fois que Kate Reid apparaît dans le rôle de Tante Lily Trotter.

### Épisode 4:Le Bal des pétroliers
- États-Unis : 22 octobre 1982 sur CBS

- Jared Martin : Dusty Farlow
- Melody Anderson : Linda Farlow
- Dale Robertson : Frank Crutcher

- Tante Lily est le seul personnage de la série à appeler Ray par son prénom complet Raymond.
- Punk Anderson signale à un moment de son discours que son vrai prénom est Marvin et que "Punk" était en fait un surnom donné par Jock.
- Ici dans le rôle de Frank Crutcher, Dale Robertson fut également acteur régulier la première saison de la série concurrente Dynastie.
- Présente au générique, Charlene Tilton ne figure pas dans l'épisode tandis qu'Audrey Landers apparaît dans la séquence du bal sans y prononcer une seule réplique.
- Tout comme les bureaux Ewing, l'intérieur du ranch Southfork a fait "peau neuve" en un délai tout à fait hors-norme et sans qu'aucune trace de chantier n'aie été même entrevue.
- Timothy Patrick Murphy dans le rôle de Mickey Trotter intervient ici pour la première fois.

### Épisode 5:Le Testament
- États-Unis : 29 octobre 1982 sur CBS

- Ted Shackelford (Gary Ewing)
- Dale Robertson : Frank Crutcher

- On voit mentionnée sur le faire-part de mariage de Sue Ellen et J.R. la date exacte de leurs premières noces (15 février 1970, soit 8 ans avant le tout début de la série) biffée et rectifiée d'une seconde date, le 3 décembre 1982 (également celle de la toute première diffusion de l'épisode 10 de cette saison justement intitulé le mariage). Par conséquent, Sue Ellen a été élue Miss Dallas moins de deux ans avant de devenir une première fois Mme Ewing.
- Durant l'audience, le juge énonce le nom complet de Jock : John Ross Ewing Senior, faisant de "Jock" un diminutif, et de son petit-fils "John Ross troisième du nom", après J.R., "John Ross Junior".
- Étrangement, Jock lègue le ranch Southfork à sa veuve alors que le domaine était signalé depuis le début de la série comme appartenant intégralement à Miss Ellie, l'ayant elle-même hérité de son père. Il est signalé par ailleurs que le vieux couple était soumis au régime de la communauté des biens.
- La contrainte testamentaire maintenant le personnage de Gary à un standing moyen ne lui épargne pas que le risque de dilapider sa fortune à cause de son alcoolisme : héros vedette de la série dérivée à succès Côte Ouest (Knots Landing 1979-1993), il ne pouvait décemment devenir millionnaire du jour au lendemain sans nuire à la longévité de son cadre narratif (les quatre ans prescrits ne couvrant par ailleurs qu'une faible part des 11 prochaines saisons de la saga).
- Lucy est déclarée par l'avocat âgée de plus de 21 ans, faisant d'elle une mineure en début de série.

### Épisode 6:Réflexion
- États-Unis : 5 novembre 1982 sur CBS

- Tout comme le bureau réaménagé de Bobby, celui de J.R., montré ici pour la première fois, a troqué en l'espace de quelques semaines seulement sa vue dégagée contre un panorama encombré de buildings. Les dimensions et la configuration de la pièce n'ont du reste plus rien de comparable avec la précédente, alors que rien ne laisse supposer, ni dans le dialogue ni dans la mise en scène, que la Ewing Oil ait changé d'immeuble ou même d'étage.
- Apparaît ici pour la première fois le personnage de Walt Driscoll, joué par Ben Piazza qui participera aussi à la dernière saison de la série concurrente Dynastie.

### Épisode 7:Délit de fuite
- États-Unis : 12 novembre 1982 sur CBS

- Dale Robertson : Frank Crutcher
- Nicholas Hammond : Bill Johnson
- Ray Wise : Blair Sullivan

- La séquence de séance photo met en scène deux personnages secondaires noirs, les tout premiers à figurer dans la série.

### Épisode 8:La Grande Classe
- États-Unis : 19 novembre 1982 sur CBS

- Dale Robertson : Frank Crutcher
- Nicholas Hammond : Bill Johnson
- Albert Salmi : Gil Thurman

- C'est la première saison où l'on voit les bureaux Ewing équipés d'ordinateurs.

### Épisode 9:Un petit bonus
- États-Unis : 26 novembre 1982 sur CBS

- Dale Robertson : Frank Crutcher
- Albert Salmi : Gil Thurman

- L'entrée de l'établissement où chante Afton est la même que celle où Lucy fait la connaissance de Mitch en tant que voiturier dans l'épisode 2 de la saison 4. Son intérieur a par ailleurs troqué la boite de nuit disco contre un restaurant piano bar.
- Mentionnée au générique, Charlene Tilton n'apparaît à aucun moment.

### Épisode 10:Le Mariage
- États-Unis : 3 décembre 1982 sur CBS

- Ray Wise : Blair Sullivan

### Épisode 11:Dis-leur que tu m’aimes
- États-Unis : 10 décembre 1982 sur CBS

- Nicholas Hammond : Bill Johnson
- E.J. André (crédité E.J. Andre): Eugene Bullock

- Cet épisode est mémorable pour le traditionnel saut dans la piscine du ranch de pas moins de neuf personnes.
- Alors que le cartel songeait boycotter les deux frères Ewing dans un précédent volet, il se borne finalement ici à s'interdir toute transaction avec l'aîné.

### Épisode 12:Ah! Mes chers amis
- États-Unis : 1er janvier 1982 sur CBS

- James Karen : Elton Lawrence
- Arlen Dean Snyder : George Hicks

- Le titre original de cet épisode 12 Barbecue Three (littéralement : "Barbecue trois") fait écho à l'épisode 12 de la saison précédente Barbecue Two (litt. : "Barbecue deux") et aura son équivalent Barbecue Four (litt. : "Barbecue quatre") dans l'épisode 12 de la saison suivante, et dans l'épisode 11 de la saison 8, qui sera titré Barbecue Five (litt. : "Barbecue cinq"). Le premier épisode intitulé Barbecue était le cinquième et dernier de la première saison.

### Épisode 13:Maman chérie
- États-Unis : 31 décembre 1982 sur CBS

- James Karen : Elton Lawrence
- Arlen Dean Snyder : George Hicks
- Karlene Crockett : Muriel Gillis
- Donald Moffat : Brooks Oliver

- Le titre original Mama Dearest (littéralement : "Maman très chère") est un ironique détournement de Mommie Dearest, titre original des mémoires de Christina Crawford (adaptés au cinéma en 1980 sous le titre Maman très chère) qui y dressait un portrait au vitriol de sa mère adoptive, la star hollywoodienne Joan Crawford.
- C'est la première fois qu'on voit Holly Harwood traiter ses affaires autrement qu'au restaurant, sur son yacht ou en bikini au bord de sa piscine.

### Épisode 14:La Vedette de télévision
- États-Unis : 7 janvier 1983 sur CBS

- Donald Moffat : Brooks Oliver
- John Reilly : Roy Ralston
- Lane Davies : Craig Gurney
- Pat Colbert : Dora Mae

- C'est la première fois qu'un poste de télévision figure dans le salon du ranch.
- Détournant cyniquement le mythe de Robin des Bois à un moment du dialogue, J.R. se décrit à son fils comme "prenant aux pauvres pour donner aux riches".
- Interprété par John Beck, déjà vedette de la série concurrente Flamingo Road (1981-1982), le personnage de Mark Graison, futur rival de Bobby, apparaît pour la première fois.
- Ici dans un rôle épisodique, Lane Davies sera la durable vedette de la série quotidienne Santa Barbara (de 1984 à 1989).
- Le passage télévisé de J.R. aperçu en prologue est ensuite revu à travers un tube cathodique au sein de l'épisode.
- Apparaît ici pour la première fois Pat Colbert dans le durable rôle secondaire de la serveuse de restaurant Dora Mae, quatrième personnage noir de la série.

### Épisode 15:Justice est faite
- États-Unis : 14 janvier 1983 sur CBS

- James Karen : Elton Lawrence
- Arlen Dean Snyder : George Hicks
- Donald Moffat : Brooks Oliver

### Épisode 16:Un Ewing reste un Ewing
- États-Unis : 28 janvier 1983 sur CBS

- Arlen Dean Snyder : George Hicks
- Charles Napier : Carl Daggett
- Paul Mantee : General Cochran

- Pour illustrer la popularité croissante de J.R., une couverture d'un magazine intitulé "Tempo" ("temps" en espagnol) fait un flagrant clin d'œil à la célèbre couverture du Time ("temps" aussi mais en anglais) du 11 aout 1980, publié à l'occasion du fameux phénomène médiatique Who shot J.R.?.

### Épisode 17:Le Venin
- États-Unis : 4 février 1983 sur CBS

- Arlen Dean Snyder : George Hicks
- Charles Napier : Carl Daggett
- Albert Salmi : Gil Thurman

- Le titre original Crash of '83 (littéralement : "le krach/crash de 1983") en référence à l'avion écrasé de l'épisode joue sur la ressemblance sonore avec le Krach de 1929 qui inaugura la Grande Dépression des années 1930.
- Un plan rapproché de Cliff ouvrant la porte de son appartement vu dans le prologue ne figure pas au sein de l'épisode.

### Épisode 18:Réquiem
- États-Unis : 11 février 1983 sur CBS

- Arlen Dean Snyder : George Hicks

- Priscilla Pointer dans le rôle de Rebecca Wentworth apparaît ici pour la dernière fois. À noter que ce personnage, littéralement à l'agonie, est présenté la tête recouverte de bandelettes à l'exception du visage où n'apparaît aucun stigmate enlaidissant, ce que l'actrice Bette Davis appelait ironiquement "le look bonne sœur", qu'elle disait avoir elle-même refusé d'arborer dans Femmes marquées (Marked Woman, 1937).
- À noter aussi que Bobby conclut son entretien téléphonique avec Donna sans le moindre mot de salut, une habitude entretenue dans nombre de fictions américaines.
- À un moment du dialogue, Miss Ellie prédit la rivalité entre ses petits-fils John Ross et Christopher dans les trente ans à venir, trame principale de la nouvelle série Dallas, justement tournée trois décennies plus tard.

### Épisode 19:La Loi
- États-Unis : 18 février 1983 sur CBS

- Karlene Crockett : Muriel Gillis

- Rien dans le titre original Legacy (litt. : "patrimoine", héritage", "leg") ou dans l'épisode ne semble justifier son titre français La loi, si ce n'est la trompeuse sonorité du mot anglais.

### Épisode 20:Les Liens du sang
- États-Unis : 25 février 1983 sur CBS

- Le titre original est une probable et ironique référence biblique au chapitre 13 verset 1 de l'Épître aux Hébreux dont la version anglaise est "Keep on loving one another as brothers and sisters." (ordinairement traduite : "Que l’amour fraternel demeure").
- Dans la scène introductive située dans un bar miteux, on aperçoit un flipper à l'effigie du groupe de hard rock Kiss qui allait justement relancer sa carrière en abandonnant ses mythiques costumes et maquillages quelques mois après la première diffusion de ce volet.

### Épisode 21:Les Caraïbes
- États-Unis : 4 mars 1983 sur CBS

- E.J. André (Eugene Bullock)

- Le titre original de cet épisode Caribbean Connexion (litt. : "La filière des Caraïbes") fait une probable référence à celui du film américain French Connection (litt. : "la filière française"), tourné par William Friedkin en 1971.

### Épisode 22:L'Arnaque
- États-Unis : 11 mars 1983 sur CBS

- John Reilly : Roy Ralston
- Henry Darrow : Garcia

- L'épisode 10 de la douzième saison s'intitulera aussi The Sting, cette fois traduit par le tout aussi littéral Le coup monté.
- Se félicitant de sa manœuvre, Bobby emploie la formule anglaise : "We rode out in the spirit of John Wayne" (litt.: "On a fait une équipée digne de John Wayne"), très approximativement traduite par la VF : "Nous avons croisé le spectre de John Wayne".
- À un moment du dialogue, Cliff compare la fictive entreprise Graisco Industries de Mark Graison avec la bien réelle General Motors.

### Épisode 23:Démoniaque
- États-Unis : 18 mars 1983 sur CBS

- John Reilly : Roy Ralston
- Kenneth Kimmins : Thornton McLeish

- Le titre original Hell Hath No Fury (dont le sens initial est : "La fureur de l'enfer n'est rien par comparaison") est indirectement tiré d'une pièce britannique L'Épouse en deuil (The Mourning Bride) écrite en 1697 par William Congreve, synthétisant le sens de la réplique complète intervenant dans la scène 2 de l'acte 3 : "Heaven has no rage like love to hatred turned, Nor hell a fury like a woman scorned." (traduisible en : "Le paradis ne recèle rien de si passionné qu'un amour devenu haine, pas plus que l'enfer ne connaît de furie plus déchaînée qu'une femme éconduite").
- Dans une séquence de piano bar, on entend un chanteur (seulement troisième personnage noir de la série) entonnant le grand succès de Frank Sinatra, I've Got You Under My Skin, chanson écrite par Cole Porter.

### Épisode 24:Cocktail dangereux
- États-Unis : 25 mars 1983 sur CBS

- Henry Darrow : Garcia

- Le titre original de ce volet Cuba Libre est au départ le cri de ralliement des Cubains exilés lors de la Guerre d'indépendance, duquel on baptisa plus tard un cocktail à base de rhum, de citron vert et de cola.
- Une fois n'est pas coutume, le dernier plan de cet épisode se fige avant générique sur un gros plan soudain plongé dans l'obscurité.

### Épisode 25:Le Piège
- États-Unis : 1er avril 1983 sur CBS

- Nate Esformes : Señor Perez
- Kenneth Kimmins : Thornton McLeish
- Dennis Holahan : George Walker

- Le titre original de ce volet Tangled Web (Litt. : "toile enchevêtrée", effectivement dans le sens de "piège") est tiré du poème épique Marmion, rédigé par Walter Scott et paru en 1808.
- C'est le premier épisode qui ne s'ouvre ni à Dallas ni même sur le territoire américain.
- À un moment du dialogue, il est directement fait allusion au chef de l'état cubain de l'époque Fidel Castro.
- Aucune séquence censée se dérouler sur une plage cannoise n'a manifestement pas été tournée sur place.
- Dans la version originale, Afton se heurte à la barrière de la langue en contactant l'hôtel français de Pamela, détail évidemment gommé dans la VF.

### Épisode 26:Difficultés en tous genres
- États-Unis : 15 avril 1983 sur CBS

- Kenneth Kimmins : Thornton McLeish

### Épisode 27:L'Échéance
- États-Unis : 29 avril 1983 sur CBS

- Barry Corbin (Shérif Fenton Washburn)
- John Zaremba (Dr Harlen Danvers)

- Le titre original de l'épisode Penultimate signifie littéralement "l'avant-dernier" en raison de sa position dans cette saison finissante.
- C'est la première fois qu'on voit le Shérif Washburn porter la moustache.

### Épisode 28:L'Enfer des Ewing
- États-Unis : 6 mai 1983 sur CBS

- Barry Corbin (Shérif Fenton Washburn)
- John Zaremba (Dr Harlen Danvers)

- Le titre original Ewing Inferno (littéralement : "l'enfer Ewing") joue sur sa ressemblance sonore avec celui du classique du film catastrophe La Tour infernale (The Towering Inferno) tourné en 1974 par John Guillermin et Irwin Allen.
- Ben Piazza dans le rôle de Walt Driscoll intervient ici pour la dernière fois.
- Pour les besoins du cliffhanger, le salon de Southfork complète soudain son éclairage électrique d'improbables bougies.
- Par contraste avec les quasi-spontanés changements de décors du début de la saison, jamais la mise en scène ne s'est tant attardée sur un chantier pour la remise à neuf d'une seule pièce.
- Sans doute pour l'unique fois de la série, il est fait indirectement allusion à une possible relation intime entre deux personnages d'ordinaire sans relief, les serviteurs Raoul et Teresa.